# Catterick Garnison

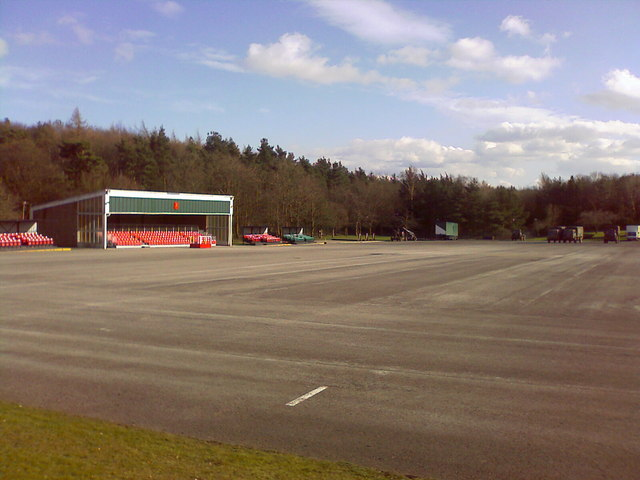
Excercisplats

Catterick Garnison (engelska: Catterick Garrison) är en stor militär anläggning för Storbritanniens armé i North Yorkshire, England. Det är den största brittiska garnisonen i världen med en befolkning på omkring 12 000 personer, plus ett stort antal tillfälliga soldater.